# معركة خليج لياولوو
معركة خليج لياولوو (بالصينية:料羅灣海戰) نشبت في 1633 مقابل ساحل فوجيان، الصين. وكانت بين شركة الهند الشرقية الهولندية (VOC) وأساطيل أسرة مينغ الصينية. المعركة دارت في خليج لياولوو، هلالي الشكل، الذي يشكل الساحل الجنوبي لجزيرة كنمن. الأسطول الهولندي بقيادة الأميرال هانز بوتمانز كان يحاول السيطرة على الشحن في مضيق تايوان، بينما كانت التجارة والنقل في جنوب فوجيان تحت حماية أسطول بقيادة الجنرال تشنغ تشي‌لونغ. وكانت تلك أكبر مواجهة بحرية بين القوات الصينية والأوروبية قبل حروب الأفيون بعد مائتي سنة.